# Rafael Blas Rodríguez
Rafael Blas Rodríguez (Sanlúcar la Mayor, 1885-Sevilla, 1961) fue un pintor español que destacó como muralista.

## Biografía
Nació en Sanlúcar la Mayor el 3 de febrero de 1885. Fue el menor de los cinco hijos de Manuel, carpintero y albañil, y María, que murió cuando el pintor era niño. Rafael sintió desde pequeño inclinación a las artes. Se inició en el modelado de imágenes sacras, aunque finalmente haría de la pintura su campo de trabajo.
A los dieciséis años se traslada a Sevilla, donde vivía su hermano. El trayecto lo hizo andando, al haberse gastado el dinero para el billete de tren en unos lápices de colores. En 1904 empieza a a trabajar en los talleres de decoración y restauración de antigüedades de Manuel Cañas y José Suárez. Al mismo tiempo se forma en la Escuela de Artes de Sevilla, donde tendría como profesores a Virgilio Mattoni, Gonzalo Bilbao o José María Labrador.
En la década de 1910 desarrolló una actividad artística polifacética: decoración de muebles, restauración de pinturas antiguas, policromía de imágenes, pintura religiosa... Sin embargo, poco a poco se irán abriendo paso sus temas favoritos: retrato, paisaje y bodegón. Rodríguez estuvo muy inmerso en el ambiente cultural de la Sevilla de esos años. Participa en las tertulias del Café Novedades y frecuenta los toros y el teatro.
Se casó en 1920 con Amalia Hernández Amado. De este matrimonio nacieron sus hijos Rafael y Juan Antonio, también pintores.
Desde 1935 figura como restaurador del Museo de Sevilla. Intervino en obras de Cornelio Schut, Herrera el Viejo, Juan del Castillo o Bartolomé Esteban Murillo. En 1940 restauró el mural de la Virgen de Rocamador de la Parroquia de San Lorenzo de Sevilla.
Falleció el 3 de febrero de 1961.

## Obra

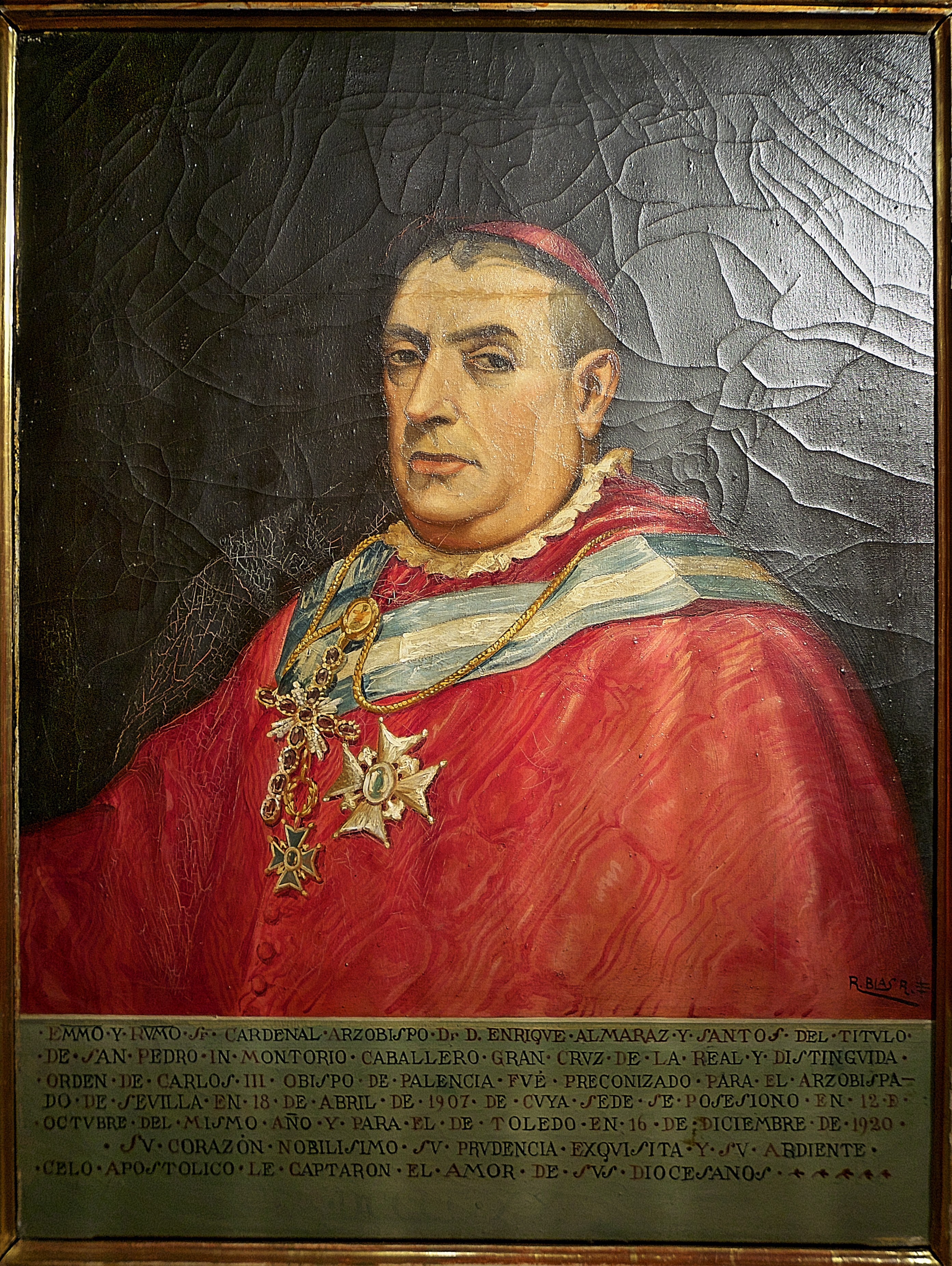
Retrato del cardenal Almaraz

Rafael Blas Rodríguez tuvo desde joven un estilo propio caracterizado por el cuidado del dibujo, la elegancia de las composiciones y la limpieza del color. Dominó la pintura mural, en la que alcanzó desde sus inicios una notable madurez.
- Pinturas murales. Iglesia de San Sebastián. Marchena. 1917.[10]
- Retrato del cardenal Almaraz. Galería de retratos del Palacio Arzobispal. Sevilla. 1918.[11]
- Retrato del cardenal Almaraz. Biblioteca del Palacio Arzobispal. Sevilla. 1918.[12]
- Pinturas para los retablos neogóticos y cuatro cuadros con los Padres de la Iglesia. Parroquia de San Pedro. Sevilla. 1920.[5]
- Tablas con escenas evangélicas para el paso del Cristo de las Misericordias. Hermandad de Santa Cruz. Sevilla. 1922. Sustituidas en 1973 por otras de Francisco García Gómez.[13]
- San Juan Evangelista. Coro de la iglesia del Hospital de los Venerables. Sevilla. 1925.[5]
- Antiguas cartelas del paso del Cristo de la Salud. Hermandad de San Bernardo. Sevilla. 1925.[5]
- Pinturas decorativas del Teatro Lope de Vega, el Teatro Reina Victoria y el Hotel Alfonso XIII. Sevilla. Antes de 1929.[10]
- Pinturas murales. Capilla del Asilo de Ancianos. Montellano. 1931.[14]
- Techo de dos salones. Casino. Jabugo. 1933.[15]
- Decoración del altar de la Milagrosa y la capilla de la Virgen de los Remedios, cuadros de la capilla bautismal y óleo de Cristo crucificado para la sacristía. Parroquia de San Miguel. Jabugo. 1933.[15]
- Pinturas de los antiguos respiraderos del paso de la Virgen de la Merced. Hermandad de Pasión. Sevilla. 1933.[15]
- Virgen del Rocío, San Juan Bautista y San Carlos Borromeo del retablo de la Virgen de los Dolores. Parroquia de Nuestra Señora de la Asunción. Almonte. 1936.[16]
- Retrato del cardenal Ilundain. Galería de retratos del Palacio Arzobispal. Sevilla. 1938.[11]
- Pinturas murales. Capilla del Colegio de la Salle. Sevilla. 1939.[17]
- Ánimas Benditas. Parroquia del Divino Salvador. Escacena del Campo. 1941.[18]
- Cúpula de la capilla sacramental. Iglesia de San Juan de la Palma. Sevilla. 1941.González Gómez, 1992, p. 250.[17]
- Cartelas del paso de las Tres Caídas. Hermandad de San Isidoro. Sevilla. 1941.[17]
- Camarín de la Virgen del Reposo. Parroquia del Reposo. Valverde del Camino. 1942.[19]
- Trabajos para el Cerro de los Sagrados Corazones. San Juan de Aznalfarache. 1943-1946.[17]
  - Aparición del Corazón de Jesús a Santa Margarita de Alacoque.
  - Aparición de la Virgen y el Niño a San Ignacio en la cueva de Manresa.
  - Decoración sobre el retablo mayor de la iglesia antigua.
  - Murales de la Capilla de Puntos.
  - Capillitas con los misterios del Rosario
- Murales de la capilla del sagrario. Parroquia de la Granada. Moguer. 1944.[20]
- Murales y lienzos. Capilla del colegio salesiano. Morón de la Frontera.[8]
- Murales de la capilla sacramental. Parroquia de San Bartolomé. Villalba del Alcor. 1945.[21]
- Murales del ábside y retablo mayor. Iglesia de San Bartolomé. Montoro. 1946.[8]
- Murales de los paramentos laterales de la capilla mayor. Iglesia de San Miguel. Marchena. 1947.[8]
- Bautismo de Cristo. Parroquia de Nuestra Señora de la Asunción. Almonte. 1948.[16]
- Murales del altar mayor y las capillas y diversos óleos. Parroquia de San Juan Bautista. La Palma del Condado. 1948.[22]
- Inmaculada, copia de la Inmaculada Grande de Murillo. Parroquia de Nuestra Señora de la Asunción. Almonte. 1949.[16]
- Murales de la capilla sacramental. Parroquia de San Pedro. Peñaflor. 1949.[8]
- Pinturas murales. Parroquia de Santa Ana. Santa Ana la Real. 1949.[8]
- Pinturas murales. Capilla del colegio salesiano. Pozoblanco. 1950.[8]
- Pinturas murales. Ermita de la Reina de los Ángeles. Alájar. 1951.[19]
- Murales de la capilla del sagrario. Parroquia de Santiago. Bollullos par del Condado. 1951. Desaparecidas.[8]
- Pinturas murales. Parroquia de la Asunción. Bonares. 1951.[8]
- Pinturas murales. Ermita de Santa María Salomé. Bonares. 1952.[8]
- Pinturas murales. Capilla del colegio salesiano. Montellano. 1952.[8]
- Pinturas murales. Iglesia de Santa Ana. Fregenal de la Sierra. 1955.[8]
- Tablas para el retablo mayor. Parroquia de Nuestra Señora de la Asunción. Guadalcanal. 1955.[8]
- Murales de la capilla de la Hermandad de la Soledad. Parroquia de San Lorenzo. Sevilla. 1957. Realizados en colaboración con su hijo Rafael.[8]
- Murales de la capilla sacramental. Parroquia de Nuestra Señora de la Consolación. El Pedroso. 1958.